# 神様のミステイク
『神様のミステイク』（かみさまのミステイク）は、宮脇ゆきのによる日本の漫画作品。

## 概要
小学館の漫画雑誌『ちゃお』にて1998年3月号から5月号にかけて発表された。
この作品以前はスポーツ物作家だった宮脇だが、この作品を境にラブコメディ（特に三角関係や逆ハーレム物）作家に転向した。この作品は、「スポーツ物」と「（三角関係）ラブコメ」の両方の要素が備わっており、いわば「過渡期」の作品といえる。

## あらすじ
隣の高校のサッカー部員・榎本純弥と交際を始めて1週間の菅野由子。ところが、彼女はひょんなことから校内ロードレース大会のクラス代表選手に選ばれてしまい、同じ高校だが違うクラスの陸上部員・志賀一也から指導を受けることになる。優男の純弥と「俺について来い」タイプの一也との板挟みになった由子。しかも校内ロードレース大会と、純弥が出場するサッカーの試合は同じ日だった。校内ロードレース大会に出場はした由子だったが、ゴールを目前に、なんと途中棄権してしまったのだ……。

## 登場人物
菅野 由子（かんの ゆうこ）
主人公。国分高校に通う1年生。それまで彼氏いない歴15年8か月であったが、隣の高校に在学する榎本純弥に惚れて晴れて卒業する。その後、志賀一也との三角関係へと展開してしまう。
榎本 純弥（えのもと すみや）
由子の通う隣の野中高校のサッカー部のエース。由子を下の名前で呼んだことがつきあうきっかけとなる。
志賀 一也（しが かずや）
国分高校陸上部のエースでインターハイ出場実績を持ち、100m走・走幅跳・棒高跳で優勝実績を持つ。口が悪く由子に毒舌を放ちがちだが、いっぽうであきらめさせないよう励まし続けていた。

## 単行本
ちゃおフラワーコミックスから1998年12月に発売された。
該当作のほか、宮脇の読み切り作品「アクアマリンの恋人」（『ちゃおデラックス』（小学館）1998年夏の増刊号発表）、「メリークリスマスをあげたい」（『ちゃおデラックス』1998年冬の増刊号発表）を同時収録している。